# Józef Kordysz

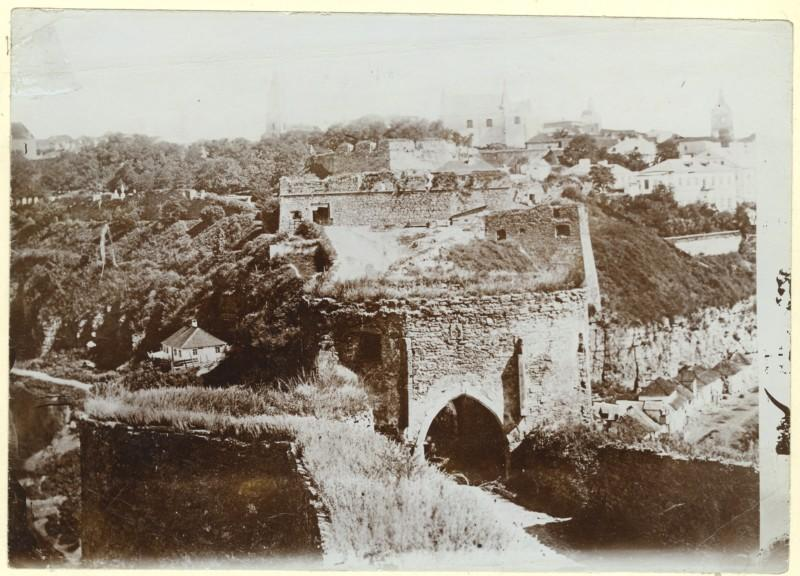
Józef Kordysz, Brama, tzw. rondel św. Anny w Kamieńcu Podolskim, przed 1865

Józef Kordysz, także jako Joseph Kordysch, ros. Иосиф Кордыш (ur. 1824, zm. 21 lipca 1896) – polski fotograf działający w Kamieńcu Podolskim i Kijowie. Nosił tytuł „fotografa Uniwersytetu św. Włodzimierza”.
Nie wiadomo, gdzie i u kogo uczył się fotografii. Pierwszy zakład prowadził w Kamieńcu Podolskim, który – po przeniesieniu się Kordysza w 2. połowie lat 60. do Kijowa – przez pewien czas pełnił rolę filii. Prowadził ją Włodzimierz Zagórski, a gdy studio to popadło w problemy finansowe, w 1871 r. odkupił go Michał Greim. W 1875 r. Kordysz przeniósł zakład kijowski pod nowy adres, na Kreszczatiku, jednak już w tym samym roku pisał do Greima: fotografować kto inny będzie – sprzedać mam zamiar koniecznie, bo sam dalej interesu tego prowadzić nie mogę. W trakcie wojny rosyjsko-tureckiej w 1878 r. jako fotograf przebywał w Ruszczuku, na krótko wchodząc w spółkę z Karolem Józefem Migurskim. W 1880 r. zakład przejął go Zagórski, odtąd prowadząc pod własnym nazwiskiem, a sam Kordysz przeprowadził się. W 1890 r., jak wynika z jego listu do Greima, otworzył w Kijowie zakład w lokalu po innym fotografie, Włodzimierzu Wysockim, ale wkrótce on upadł.
Był żonaty z Leonią z domu Chevalier-Schiffelholtz. Jego chrześnicą była córka Greima, Modesta. W zbiorach Ossolineum zachowały się listy Kordysza do Michała Greima.